# Hoàng Xuân Sính
Pour les articles homonymes, voir Xuân, Sinh et Hoang.
Hoàng Xuân Sính (née en 1933) est une mathématicienne vietnamienne, titulaire des Palmes académiques françaises. Elle est la première femme à devenir mathématicienne au Vietnam et la fondatrice de l'Université privée Thang Long.

## Biographie
Hoàng Xuân Sính est née à Cót le 8 septembre 1933, dans le district de Từ Liêm au Vietnam, elle est l'une des sept enfants de Hoàng Thuc Tan, marchand de tissu. Sa mère est morte quand elle avait huit ans, et elle a été élevée par une belle-mère. Elle a également souvent été dit être la petite-fille du mathématicien vietnamien Hoàng Xuân Hãn (1908–1996). Elle obtient son baccalauréat en 1951 à Hanoi, étudie l'anglais et le français, et se rend ensuite rendue à Paris pour un second baccalauréat en mathématiques. Elle reste en France pour l'étude de l'agrégation à l'Université de Toulouse, qu'elle obtient en 1959, avant de retourner au Vietnam pour devenir enseignante de mathématiques à l'Université nationale d'éducation de Hanoi (en).
Hoàng Xuân Sính devient la première femme mathématicienne au Vietnam et, à cette époque, fait partie d'un très petit nombre de mathématiciens ayant bénéficié d'un enseignement à l'étranger.
Le mathématicien et pacifiste français Alexandre Grothendieck visite le Vietnam du Nord à la fin de 1967, pendant la Guerre du Viêt Nam, et passe un mois à enseigner les mathématiques au personnel du département de mathématiques de l'Université à Hanoi, dont Hoàng Xuân Sính, qui prend les notes pour le cours. En raison de la guerre, les conférences de Alexandre Grothendieck se déroulent à l'écart de Hanoi, d'abord dans la campagne environnante et, plus tard, dans le district de Đại Từ. Après son retour en France , il continue à enseigner Hoàng Xuân Sính par correspondance. Elle obtient son doctorat sous sa supervision à l'Université Paris-Diderot en 1975, avec une thèse manuscrite,. Sa thèse de recherche, sur les structures algébriques basées sur les groupes catégoriques (Gr-catégories), mais avec une loi de groupe qui ne contient que l'isomorphisme, préfigure une grande partie de la théorie moderne des 2-groupes (en).
Promue professeure, Hoàng Xuân Sính devient la première femme à avoir ce titre au Vietnam, quel que soit le domaine scientifique ou technique. En 1988, elle fonde la première université privée au Vietnam, l'Université Thang Long à Hanoi, et elle devient la présidente de son conseil d'administration,.

## Prix et distinctions
En 2003, Hoàng Xuân Sính reçoit l'Ordre des Palmes Académiques de la part de la France, pour « ses contributions au renforcement de la coopération dans la culture et les sciences entre les deux nations », la France et le Vietnam.
En 1974 elle participe au Congrès international des mathématiciens à Vancouver.

## Publications
- « Gr-catégories strictes », Acta Mathematica Vietnamica, vol 3, 1978, p. 47–59.
- « Catégories de Picard restreintes », Acta Mathematica Vietnamica, vol 7, 1982, p. 117–122.